# Нора Зегетнер
Нора Анжела Зегетнер (англ. Nora Angela Zehetner, нар. 5 лютого 1981) — американська кіно- і телеакторка.

## Ранні роки
Народилася в Ель-Пасо, штат Техас, дочка Ненсі Лінн (уродженої Нельсон) і Джона Керола Зегетнер. Вона вчилася в початковій школі в місті Ричардсон, штат Техас, в передмісті Далласа, і потім повернулася в Ель-Пасо. Коли їй було 14 років, переїхала в Даллас, де відвідувала Середню школу в Маккінні протягом декількох років. Вік вчилася у Техаській академії математики і природничих наук.

## Акторська кар'єра
У віці 18 років почала акторську кар'єру, те, у чому вона була зацікавлена з 8 років, і переїхала до Лос-Анджелесу. З'являлася  у таких фільмах як в Пиріг (2001), Американський пиріг 2 (2001), Запрошення з присмаком смерті (2002), Мей (2002), Пісня Роуз (2003) та в інших фільмах і декількох телесеріалах і рекламних роликах. 
У фільмі жахів Внизу з'являється в головній ролі Крісті. Вона також запрошеним актором у восьми епізодах т/с Герої як Еден Маккейн.

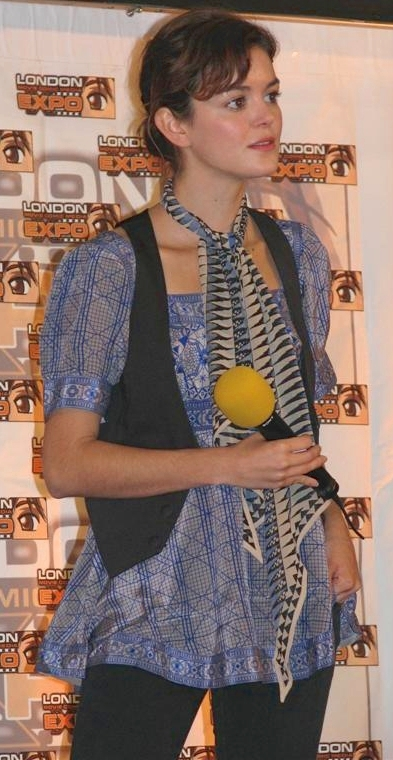
MCM Expo. Лондон, 2007 р.

## Фільмографія

### Музичне відео
- «Quand Nina est saoule» (2008) — Ours[1]
- Her Fantasy (2012) — Меттью Дер